# Nowo Panitscharewo
Nowo Panitscharewo (auch Novo Panicharevo geschrieben, bulgarisch Ново Паничарево) ist ein Dorf im südöstlichen Teil von Bulgarien. Es liegt in der Gemeinde Primorsko in der Provinz Burgas.